# 逃票
逃票，又稱坐霸王車，是指以違規方式規避應付的費用；搭乘付費交通工具而不依規定繳費，或是進入需要門票的地方不依照規定購票的行為。

## 鐵路
鐵路系統是容易發生逃票的地方，方式五花八門，無論是使用出入閘機的封閉式系統，抑或是開放式的自助檢票系統，均存在能少付車資的方法。鐵路公司為減少逃票問題，均會派出查票員隨機抽查乘客或全面驗票，並會向逃票乘客徵收罰款。此舉除了彌補公司因乘客逃票而導致的損失外，也能對乘客起阻嚇作用，令他們能明白逃票被發現的代價。
在封閉式系統，常見的逃票方法有衝閘、跳閘、成年人使用較便宜的小童車票等；而在開放式系統，則有不買車票直接登車等。

### 方式
- 強行闖越閘門、或未驗票而尾隨他人進出閘門以無票乘車。
- 使用無效的票、修改日期或假票乘車。
- 使用電子票證搭乘不發售無座票的列車（例如在台灣以悠遊卡搭乘3000型自強號列車）
- 使用不符身份或資格的優待票（例如在香港，成年人使用特惠單程票、使用長者八達通卡、本地人使用遊客車票、英國全國鐵路的RAILCARD等；在台灣透過車站售票機或便利商店用半價購買敬老票、孩童票或身障愛心票，或拿別人的學生證、社福卡刷台鐵與捷運）。
- 無故從票口以外的地方進出。
- 越站乘車不主動補票（經常發生在台灣捷運系統）。
- 持有站台票或月台出入證，擅自上車乘車。[1]
- 單次票已使用完畢，卻重複進站乘車。
- 在開放式收費系統的鐵路無票乘車或僅使用一張車票重複乘車（例如香港輕鐵，乘車前不確認八達通卡或確認後搭乘重複車站，一票返回原上車站等）。
例子：乘客去程從A站搭乘至B站，回程從B站返回A站，只在去程上車前在A站拍卡確認進站，但不在B站拍卡確認出站便離開。回程在B站上車前不拍卡確認便進站，乘車返回A站才拍卡離開，系統便僅收取最低車資（通常是搭乘1個站之所需車資，在香港輕鐵系統如在10分鐘內原站拍卡進和拍卡出，更不用扣取任何車資），而忽略了A站至B站本身之應有車資。
- 越席乘车或越級乘車，以較低票價車種（廂）車票搭乘較高票價車種（廂）。例如在香港，搭乘東鐵綫頭等時其八達通卡未取得頭等確認或使用普通等單程票；在台灣，持區間車車票搭乘自強號，並且不主動補票；在中国大陆，购买动车组二等座车票但是上车后于一等座或商务座就坐且拒不补票。
- 中間無札，如乘坐A-B-C-D-E的路綫時只買A-B站和D-E站的車票。[2]
- 在行程途中兩人（車程相似但相反方向）交換車票，以藉此少付車資（俗稱「交換飛」或拼票），以讓乘坐A-B-C-D-E、F-E-D-C-B路綫的乘客只支付F-E站和A-B站的票價，而且兩張票也是有進有出，不同站進出[3][4]。
- 除團體共用票外，購買一張個人票，卻由兩個人以上的乘客"共用"。
- 從沒有閘機之港鐵機場站登上機場快綫作「遊車河」。
- 在九龍站乘搭機場快線直接前往機場站全程票價為$100.0，但於平日在早上7時至10時利用該線早晨專線服務，在九龍站乘搭該線早晨專線服務到達香港站後沒有下車直接原車前往機場，由於機場站沒有閘機，到達機場站後可直接離開車站，此做法只需$20，比在九龍站直接乘搭機場快線前往機場少$80。
- 利用行程中途上洗手間的處理手法漏洞逃票。
在港鐵系統裏，乘客於行程中途上洗手間與八達通卡失效的處理手法相同，都是註銷之前的八達通入閘紀錄以發出「出閘專用票」，不過行程中途上洗手間是不用補錢的。有乘客利用此漏洞騙取「出閘專用票」。
例子：乘客於牛頭角站乘觀塘綫至太子站，於太子站以「行程中途去廁所」為藉口以獲註銷之前的八達通入閘紀錄及騙取「出閘專用票」，並以「出閘專用票」出閘，便可免費乘車
- 職員濫用職權，如利用職權將票卡上的進站、上車紀錄刪除，或0元解卡等
- 於A站上車，前往D站，再以同一路線相反方向返回B站。在日本違反鐵路規則，但允許以「繞大圈方式」乘搭（如大阪環狀線由弁天町站，再往天王寺站，然後在西九條站離開），只需要不通過同一車站兩次即可。
- A-B-C(路線)，本來要從A站去C站，進站時用八達通1，出站時用八達通2出站，假裝系統失靈(進站時拍卡了，但系統沒有記錄)，到客務中心求助，當職員詢問出發點以重設時，報上距離C站較近的B站，便會只支付較便宜的價錢(B站到C站)而非原價。

### 避票
另一方面，一部分乘客會利用收費系統的漏洞减少應繳的車費（如拆程乘車比單程的車費便宜），這種情况稱爲避票。但此情況與逃票不同，避票並不違法。例如在香港鐵路系統，東鐵綫羅湖和落馬洲至金鐘的全程票價爲HK$49.6（港幣，使用八達通卡，下同），但是羅湖或落馬洲站至粉嶺或上水票價爲HK$25.1，粉嶺或上水至九龍港島區各站票價爲HK$21。如果在粉嶺或上水出閘再入閘繼續前往東鐵綫九龍港島各站，總票價爲HK$46.1，比一票到底少付HK$3.5。
在台灣，持電子票證搭乘台鐵自強號車種，依目前的車資收費標準，70公里以內以區間車票價9折計算，超過70公里的部分則以自強號票價收費。乘客可以確認好該列車的停靠站並計算好搭乘里程。於搭乘70公里左右時下車出站再進站，搭乘下班列車。如果出進站閘口離該列車乘車月台相近的話，只要手腳夠快，甚至可以出進站之後搭乘原本的列車(如新竹站北上第一月台)。這樣該70公里以內的優惠就會重新計算。
桃園機場捷運從A1臺北車站到A8長庚醫院為NT$80，而從A8到A12、A13、A14a桃園機場區間只需NT$60，比A1到A12、A13、A14a一票到底少付NT$20。

### 持用已乘車車票退票
有些乘客會持用已乘車之車票去車站退票，由於票面無進出站記錄且未查驗票人員未在車票上蓋章等等，加上區間車車票不對號，使的有些乘客會利用此漏洞，拿已乘車之車票去車站退票。

## 巴士

### 少付車資
少付車資是最常見的逃票方法，這些乘客會繳付現金，但繳付的車資少於應付車資（車資不足，如只投入幾角），或以特惠票價繳付成人車資，藉此逃票 。在手機應用程式普及下，有人更圖以程式中八達通聲響來冒充拍卡聲響，求矇混過關。
在只限現金繳費的雙向分段收費路線中，有乘客可能繳付最低的分段收費，然後乘搭全程路線，此情況在專綫小巴或雙層巴士中尤為常見。
在乘搭循環線時只支付單程車資，卻乘搭全程。此情況不常見，因為很少有需要乘搭全程循環線。
一般情況下，車長只會要求乘客補付車資便不作追究，但若乘客仍然拒付，輕則會發生口角，阻延行車時間甚至影響安全，重則會報警及上報車務控制中心，逃票者可能要付上更重代價。
另外，有一些巴士迷與車長混熟後，有些車長會讓對方不付車資直接上車，有人認為相熟車長讓他們免費乘車亦不無道理。有部份不良巴士迷更會在上車後不斷與車長攀談，使車長忘記或不好意思提醒其繳付車資，藉此「坐霸王車」。

### 行使虛假證件
「曬證」（即乘客出示巴士公司發出之證件，例如家屬免費乘車證，以獲取免費乘車待遇）本身為合法行為，但不時有乘客偽造乘車證，或利用不法途徑取得巴士公司制服，甚至有人曾利用輔警證，以圖魚目混珠，曚混過關。工會指出要車長報警舉報假證有一定難度，每天接觸大量乘客，未必能清楚判斷乘車證真偽。然而港鐵是利用職員或家屬八達通提供乘車福利，因此沒有此問題。後來，各巴士公司為防止不法之徒偽造乘車證，遂於2015年年未開始向每位合資格持證人派發「個人八達通卡」替作免費乘車證，以減少乘客逃票機會。
另外，部分車長以往會利用「曬證」方式，乘搭其他巴士公司的路線，實際上各公司已列明不接受其他公司所發出之免費乘車證，惟大多車長均會作出通融。一旦有巴士車長拒絕持有非己方公司所發出的乘車證之人士免費登車，稱之為殺證。現時，大部分巴士公司已準備把員工及免費乘車證轉為個人八達通卡，該證同時接受其他巴士公司之路線，意味不再存有殺證。

### 從下車門進入
從下車門進入車廂是另一種逃票方法，較常見於在繁忙時間、巴士公司外勤人員批准乘客從下車門上車時有發生。
車務督察雖會提醒車長有乘客從下車門上車，應該繳付車資，但車長視線往往受阻，很多這類乘客都不會付錢。有鑑於此，車務督察在此情況下會在下車門前設好錢箱和八達通機，要求乘客付款，以避免乘客逃票。

### 潛入封閉式車站
現時香港境內有少數純作轉車用途的巴士站是封閉式設計，該設計底下巴士站沒有通往其他地方的行人路，乘客只能同站轉乘，其中城門隧道轉車站的巴士轉乘優惠可使用現金或八達通，當中不少路線可以免費乘車，故有少數乘客會沿城門道草叢經公路違規潛入城門隧道轉車站，企圖以低於全程車費的票價乘車。
九巴有見及此，加派車務督察維持秩序，被發現的逃票乘客均要支付全程收費。
落馬洲管制站雖然是封閉式設計，但那裏是邊境禁區，嚴禁未經授權的人士進入，此外，除了皇巴士往落馬洲方向外，其餘過境巴士路線均須持票乘車，因此沒有影響。獅子山隧道收費廣場的巴士轉乘優惠只限八達通，而在其他封閉式車站上車的乘客則須繳付正常車費，故不存在逃票情況。

## 其它領域
- 除團體共用票外，購買一張個人票，卻由兩個人以上的遊客「共用」。

## 相關法例
根據香港法例第210章《盜竊罪條例》第18C條（不付款而離去）：

(1) 除第(3)款另有規定外，任何人明知須為任何已供應的貨品或已提供的服務即場付款，或明知被預期須為該等貨品或服務即場付款，而不誠實地離去，並無如所須般或被預期般付款，意圖逃避支付應付的款項，即屬犯罪，循公訴程序定罪後，可處監禁3年。 
(2) 就本條而言，“即場付款”(payment on the spot) 包括在收取已予施工或提供服務的貨品時的付款。

(3) 凡貨品的供應或服務的提供是違法的，或提供服務所須付款是不能夠依法追討的，則第(1)款概不適用。

## 相關
- 驗票閘門
- 吃霸王餐（用膳不付款）

## 外部連結
- 免借免逃票！　沒零錢搭公車「下回付」 （页面存档备份，存于）